# Temple of the Dog (альбом)
Temple of the Dog (з англ. - "Собачий храм") - перший і останній альбом американського гранж гурту Temple of the Dog, який був випущений 16 квітня 1991 року на лейблі A&M Records. Альбом є даниною поваги Ендрю Вуду, колишньому вокалісту Malfunkshun та Mother Love Bone, який помер 19 березня 1990 року від передозування героїну . Альбом був тепло зустрінутий критиками і отримав платиновий сертифікат на батьківщині групи. На підтримку альбому були випущені три сингли, з піснями: "Hunger Strike", "Say Hello 2 Heaven" та "Pushin Forward Back".

## Передісторій
На початку 1990-х, фронтмен гурту Soundgarden Кріс Корнелл, який був сусідом по кімнаті Ендрю Вуда, запропонував колишнім учасникам Mother Love Bone Стоуну Ґоссарду и Джефу Аменту попрацювати разом над матеріалом, який він написав коли був на гастролях з Soundgarden в Европі. Під час роботи з'явилась ідея створити окрему групу, в яку окрім Корнелла (вокал), Ґоссарда (ритм-гітара) і Амента (бас-гітара), ввійшли: барабанщик Soundgarden Метт Кемерон, а також два новачка ґранджової сцени — Майк Маккріді (соло-гітара) і Едді Веддер (бек-вокал). Маккріді і Веддер були запрошені не випадково, так як на той момент були членами основного музичного проєкту Амента і Ґоссарда, Pearl Jam. Назву гурту, Temple of the Dog, було взято з пісні Mother Love Bone "Man of Golden Words", в якій є рядок «I want to show you something, like joy inside my heart, seems I been living in the temple of the dog».

## Запис
Студійні сессії проходили з листопада 1990 року по грудень 1990 року на студії London Bridge Studios в Сіетлі. Альбом був записаний за 15 днів. Група працювала з продюсером Ріком Парашаром, який також був звукоінженером запису, мікшував її та зіграв в декількох треках на фортепіано. Дві пісні альбому, «Reach Down» и «Say Hello 2 Heaven», були посвячені смерті Енді Вуда, в той час як інші були написані Корнеллом на гастролях Soundgarden ще до смерті Вуда або були перероблені з інших демоверсій, написаних Ґоссардом і Аметом.
Потім Амент опиував цей проєкт як «дуже потрібну для нас [з Ґоссардом] річ, на той момент», так як завдяки йому «ми могли [продовжувати] виконувать і писать музику». В свою чергу, Ґоссард назвав процес запису альбому «безтурботним», так як зі сторони лейблу не було якихось завищених очікувань чи тиску на групу. Також Ґоссард помітив, що це «був найпростіший та найкрасивіший альбом, над яким ми колись працювали».
Запис альбому став першим студійним досвідом для Веддера та Маккріді. За словами Кріса Корнелла: «Нам майже доводилося кричати на нього, щоб він зрозумів, що треба вступати із соло на п'ятій з половиною хвилині „Reach Down“, що це був його відрізок, і що він не завадить цим комусь ще». Пісня «Hunger Strike» стала дуетом між Корнеллом і Веддером.  Корнелл мав проблеми з вокалом під час репетиції, після чого її спробував виконати Веддер. Згодом Корнелл говорив: «Він заспівав половину цієї пісні, навіть не знаючи, що я хотів, щоб його вокал був там, і він заспівав її саме так, як я уявляв це, просто інстинктивно».

## Музика і тематика текстів
Записаний матеріал був повільним та мелодійним; це сильно відрізнялося від агресивної музики, яку Корнелл виконував із Soundgarden . Композиції альбому подібні до творчості Mother Love Bone. Стів Г'юї з AllMusic розповів про це: «Альбом звучить як міст між театральністю Mother Love Bone, на кшталт глемових виконавців 1970-х, і хард-роковою серйозністю Pearl Jam… Враховуючи, що попередній альбом Soundgarden, „ Louder Than Love “, був роздутим. металевим міазмом , доступний, теплий, відносно чистий звук Temple of the Dog дещо шокує, також його пом'якшують інший підхід Корнелла з погляду написання пісень»  .
Усі тексти пісень альбому були написані Крісом Корнеллом. "Say Hello 2 Heaven" і "Reach Down" були написані Корнеллом на згадку про Ендрю Вуда . Інші пісні платівки торкаються різних тем. Так, Корнелл заявив, що текст композиції «Hunger Strike» є «якоюсь політичною, соціалістичною заявою»  .

## Реліз і відгуки критиків
Temple of the Dog був випущений 16 квітня 1991 на лейблі A&M Records і спочатку був проданий у кількості 70 000 копій у США. Незважаючи на те, що лонгплей отримав позитивні відгуки від критиків, він повністю провалився у музичних чартах. Проте, влітку 1992 року, на хвилі гранжового ажіотажу, альбом знову потрапив до центру уваги публіки. Незважаючи на те, що диск був випущений більше року тому, керівництво A&M швидко усвідомило, що у них є, по суті, готова спільна робота музикантів Soundgarden та Pearl Jam , гуртів, які стали надзвичайно популярними через кілька місяців після випуску їх дисків Badmotorfinger та Ten .A&M вирішили перевидати альбом і випустити пісню «Hunger Strike» як сингл, а також зняти на його підтримку музичне відео. Завдяки успішному дебюту синглу, Temple of the Dog знову повернувся до чарту Billboard 200 , що призвело до зростання продажів альбому  . У результаті Temple of the Dog став одним із «100 найбільш продаваних альбомів 1992 року»  . У США було продано більше 1.000.000 копій платівки, що було відзначено платиновим сертифікатом від Американської асоціації звукозаписних компаній  .
Стів Г'юї з Allmusic присудив альбому чотири з половиною зірки з п'яти, зазначивши, що «сила альбому в скорботних, елегічних баладах, проте завдяки спонтанній творчій енергії групи та теплому звучанню, він пронизаний певною, життєстверджуючою аурою»  . Редактор журналу Rolling Stone Девід Фріке поставив Temple of the Dog чотири зірки з п'яти, підкресливши: «Тільки вже завдяки „Hunger Strike“ та „Reach Down“ альбом заслуговує на безсмертя; ці пісні є доказом того, що туга, яка характеризувала сіетлський рок 1990-х, не була пихатим, підробленим почуттям, принаймні на початку. Ви просто не зможете не полюбити іронію альбому, записаного в атмосфері загальної великої печалі і започаткувало останній великий поп-заколот [гранжу] XX-століття»  . У свою чергу, Девід Браун із Entertainment Weekly оцінив платівку рейтингом B+. За словами журналіста, «можливо, через те, що музиканти уникають виконання змучених гімнів, нерідко характерних для їх основних колективів, пісні звучать розслаблено та повітряно, при цьому не втрачаючи драйву найкращих зразків арена-року». Браун підсумував: «Тексти пісень вокаліста Кріса Корнелла залишаються такими ж дратівливо двозначними, як і у Soundgarden, але не хвилюйтеся. Просто відкиньтесь на спинку крісла і насолоджуйтесь звучанням гітар Майка Маккріді і колишнього члена Mother Love Bone Стоуна Ґоссарда, у поєднанні з неповторним бітом барабанщика Soundgarden Метта Кемерона - нестримна сторона настільки роздутого Саунда Сіетла, у всій його красі .
На підтримку альбому були випущені сингли "Hunger Strike", "Say Hello 2 Heaven" та "Pushin Forward Back". Перший сингл «Hunger Strike» став найуспішнішою піснею платівки у рок-чартах, посівши 4-е місце у чарті Mainstream Rock  та 7-е у хіт-параді Modern Rock  . Композиції Say Hello 2 Heaven і Pushin Forward Back також фігурувала в чарті Mainstream Rock , зайнявши в ньому 5-е і 6-е місця відповідно  .
У вересні 2016 року було випущено перевидання альбому, до якого увійшли додаткові матеріали та демоверсії, а оригінальні пісні пройшли процедуру ремастерингу . Альбом був перевиданий на двох компакт-дисках та вінілі

### Досягнення
Інформація надана сайтом Acclaimed Music.
| Видання       | Країна          | Рейтинг                                                 | Рік  | Місце |
| ------------- | --------------- | ------------------------------------------------------- | ---- | ----- |
| Kerrang!      | Велика Британія | 100 альбомів, які варто прослухати, перш ніж ви помрете | 1998 | 58    |
| Rolling Stone | Німеччина       | 500 найкращих альбомів усіх часів                       | 2004 | 474   |
| Visions       | Німеччина       | Найважливіші альбоми 1990-х                             | 1999 | 10    |

## Список композицій
Автор слів Крісом Корнеллом, автор музики Корнеллом, за винятком відмічених. 
| #     | Назва                 | Музика                     | Тривалість |
| ----- | --------------------- | -------------------------- | ---------- |
| 1.    | «Say Hello 2 Heaven»  |                            | 6:22       |
| 2.    | «Reach Down»          |                            | 11:11      |
| 3.    | «Hunger Strike»       |                            | 4:03       |
| 4.    | «Pushin Forward Back» | Джефф Амент, Стоун Ґоссард | 3:44       |
| 5.    | «Call Me a Dog»       |                            | 5:02       |
| 6.    | «Times of Trouble»    | Ґоссард                    | 5:41       |
| 7.    | «Wooden Jesus»        |                            | 4:09       |
| 8.    | «Your Saviour»        |                            | 4:02       |
| 9.    | «Four Walled World»   | Ґоссард                    | 6:53       |
| 10.   | «All Night Thing»     |                            | 3:52       |
| 54:59 |                       |                            |            |

| Deluxe / Super Deluxe Edition, бонус-треки (первый бонусный диск, 2016 год) | Deluxe / Super Deluxe Edition, бонус-треки (первый бонусный диск, 2016 год) | Deluxe / Super Deluxe Edition, бонус-треки (первый бонусный диск, 2016 год) |
| #                                                                           | Назва                                                                       | Тривалість                                                                  |
| --------------------------------------------------------------------------- | --------------------------------------------------------------------------- | --------------------------------------------------------------------------- |
| 11.                                                                         | «Say Hello 2 Heaven» (Mixed by Adam Kasper)                                 | 6:24                                                                        |
| 12.                                                                         | «Wooden Jesus» (Mixed by Adam Kasper)                                       | 4:49                                                                        |
| 13.                                                                         | «All Night Thing» (Mixed by Adam Kasper)                                    | 3:52                                                                        |

| Deluxe / Super Deluxe, демоверсии и невошедший материал (второй бонусный диск, 2016 год) | Deluxe / Super Deluxe, демоверсии и невошедший материал (второй бонусный диск, 2016 год) | Deluxe / Super Deluxe, демоверсии и невошедший материал (второй бонусный диск, 2016 год) |
| #                                                                                        | Назва                                                                                    | Тривалість                                                                               |
| ---------------------------------------------------------------------------------------- | ---------------------------------------------------------------------------------------- | ---------------------------------------------------------------------------------------- |
| 1.                                                                                       | «Say Hello 2 Heaven» (Demo)                                                              | 7:05                                                                                     |
| 2.                                                                                       | «Reach Down» (Demo)                                                                      | 9:16                                                                                     |
| 3.                                                                                       | «Call Me a Dog» (Demo)                                                                   | 5:51                                                                                     |
| 4.                                                                                       | «Times of Trouble» (Demo)                                                                | 5:39                                                                                     |
| 5.                                                                                       | «Angel On Fire» (Demo)                                                                   | 6:58                                                                                     |
| 6.                                                                                       | «Black Cat» (Demo)                                                                       | 5:12                                                                                     |
| 7.                                                                                       | «Times of Trouble (Instrumental)» (Demo)                                                 | 4:13                                                                                     |
| 8.                                                                                       | «Say Hello 2 Heaven» (Outtake)                                                           | 6:23                                                                                     |
| 9.                                                                                       | «Reach Down» (Outtake)                                                                   | 9:50                                                                                     |
| 10.                                                                                      | «Pushin' Forward Back» (Outtake)                                                         | 3:30                                                                                     |
| 11.                                                                                      | «Wooden Jesus» (Outtake)                                                                 | 4:46                                                                                     |
| 12.                                                                                      | «All Night Thing» (Outtake)                                                              | 3:43                                                                                     |

| Super Deluxe Edition, DVD диск, (третій бонусний диск, 2016 год) | Super Deluxe Edition, DVD диск, (третій бонусний диск, 2016 год) | Super Deluxe Edition, DVD диск, (третій бонусний диск, 2016 год) |
| #                                                                | Назва                                                            | Тривалість                                                       |
| ---------------------------------------------------------------- | ---------------------------------------------------------------- | ---------------------------------------------------------------- |
| 1.                                                               | «Hunger Strike» (Off Ramp Cafe 11/13/90)                         |                                                                  |
| 2.                                                               | «Wooden Jesus» (Off Ramp Cafe 11/13/90)                          |                                                                  |
| 3.                                                               | «Say Hello 2 Heaven» (Off Ramp Cafe 11/13/90)                    |                                                                  |
| 4.                                                               | «Reach Down» (Off Ramp Cafe 11/13/90)                            |                                                                  |
| 5.                                                               | «Call Me A Dog» (Off Ramp Cafe 11/13/90)                         |                                                                  |
| 6.                                                               | «Times Of Trouble» (Off Ramp Cafe 11/13/90)                      |                                                                  |
| 7.                                                               | «Say Hello 2 Heaven» (12/90)                                     |                                                                  |
| 8.                                                               | «Hunger Strike» (Lollapalooza, Phoenix 9/08/92)                  |                                                                  |
| 9.                                                               | «Hunger Strike» (Music Video)                                    |                                                                  |
| 10.                                                              | «Say Hello 2 Heaven» (Alpine Valley 9/03/11)                     |                                                                  |
| 11.                                                              | «Wooden Jesus» (Alpine Valley 9/04/11)                           |                                                                  |
| 12.                                                              | «Call Me A Dog» (Alpine Valley 9/04/11)                          |                                                                  |
| 13.                                                              | «All Night Thing» (Alpine Valley 9/04/11)                        |                                                                  |
| 14.                                                              | «Reach Down» (Alpine Valley 9/04/11)                             |                                                                  |
| 15.                                                              | «Call Me A Dog» (Benaroya Hall 1/15/15)                          |                                                                  |
| 16.                                                              | «Reach Down» (Benaroya Hall 1/15/15)                             |                                                                  |

| Super Deluxe Edition, оригінальний альбом в форматі 5:1 Audio на Blu-ray, (четвертий бонусний диск, 2016 рік) | Super Deluxe Edition, оригінальний альбом в форматі 5:1 Audio на Blu-ray, (четвертий бонусний диск, 2016 рік) | Super Deluxe Edition, оригінальний альбом в форматі 5:1 Audio на Blu-ray, (четвертий бонусний диск, 2016 рік) |
| # | Назва | Тривалість |
| --- | --- | --- |
| 1. | «Say Hello 2 Heaven» (Blu-Ray Audio 5:1 Mix)                                                                  | |
| 2. | «Reach Down» (Blu-Ray Audio 5:1 Mix)                                                                          | |
| 3. | «Hunger Strike» (Blu-Ray Audio 5:1 Mix)                                                                       | |
| 4. | «Pushin' Forward Back» (Blu-Ray Audio 5:1 Mix)                                                                | |
| 5. | «Call Me A Dog» (Blu-Ray Audio 5:1 Mix)                                                                       | |
| 6. | «Times Of Trouble» (Blu-Ray Audio 5:1 Mix)                                                                    | |
| 7. | «Wooden Jesus» (Blu-Ray Audio 5:1 Mix)                                                                        | |
| 8. | «Your Saviour» (Blu-Ray Audio 5:1 Mix)                                                                        | |
| 9. | «Four Walled World» (Blu-Ray Audio 5:1 Mix)                                                                   | |
| 10. | «All Night Thing» (Blu-Ray Audio 5:1 Mix)                                                                     | |
| 11. | «Say Hello 2 Heaven» (Blu-Ray Audio 5:1 Mix)                                                                  | |
| 12. | «Say Hello 2 Heaven» (Blu-Ray Audio 5:1 Mix)                                                                  | |
| 13. | «Hunger Strike» (Blu-Ray Audio 5:1 Mix)                                                                       | |
| 14. | «Call Me A Dog» (Blu-Ray Audio 5:1 Mix)                                                                       | |
| 15. | «All Night Thing» (Blu-Ray Audio 5:1 Mix)                                                                     | |
| 16. | «Reach Down» (Blu-Ray Audio 5:1 Mix)                                                                          | |
| 17. | «Call Me A Dog» (Blu-Ray Audio 5:1 Mix)                                                                       | |
| 18. | «Reach Down» (Blu-Ray Audio 5:1 Mix)                                                                          | |

## Учасники запису
| Temple of the Dog - Джефф Амент — бас-гітара, артдиректор и дизайнер, фотографії - Метт Кемерон — ударні, перкусія - Кріс Корнелл — головний вокал, гармоніка (трек 6), банджо (трек 7) - Стоун Ґоссард — ритм-гітара, слайд-гітара, акустична гітара - Майк Маккріді — соло-гітара - Едді Веддер — бек-вокал (треки 4, 8 і 9) додатковий головний вокал(трек 3) Технічний персонал - Річ Френкель, Walberg Design — артдиректор, дизайн - Дон Ґілмор — звукоінженер - Ленс Мерсер, Джош Тефт — фотографії - Рік Парашар — продюсер, фортепіано (треки 5, 6 і 10), орган (треки 1 і 10), мастеринг - Кен Перрі — мастеринг - Temple of the Dog — продюсування |

## Позиції в чартах
| Чарт (1992) | Найвища позиція |
| ----------- | --------------- |
| Канада      | 11              |
| США         | 5               |
| Чарт (2017) | Найвища позиція |
| Австралія   | 56              |

| Рік                                           | Сингл                 | Найвища позиція | Найвища позиція | Найвища позиція | Найвища позиція | Найвища позиція |
| Рік                                           | Сингл                 | US Main         | US Mod          | CAN             | NZ              | UK              |
| --------------------------------------------- | --------------------- | --------------- | --------------- | --------------- | --------------- | --------------- |
| 1991                                          | «Hunger Strike»       | 4               | 7               | 50              | 47              | 51              |
| 1991                                          | «Say Hello 2 Heaven»  | 5               | —               | —               | —               | —               |
| 1991                                          | «Pushin Forward Back» | 6               | —               | —               | —               | —               |
| «—» означає, що сингл не потрапив в цей чарт. |                       |                 |                 |                 |                 |                 |